# 1984년 로스앤젤레스 영화 비평가 협회상
제10회 로스앤젤레스 영화 비평가 협회상은 1984년 12월 5일에 발표되어 1985년 1월 24일에 열린 시상식이다.

## 수상 및 후보

### 작품상
- 아마데우스

### 감독상
- 아마데우스 - 밀로스 포먼 수상

### 남우주연상
- 아마데우스 - F. 머레이 아브라함 수상
- 볼케이노 - 앨버트 피니 수상

### 여우주연상
- 크라임 오브 패션 - 캐슬린 터너 수상
- 로맨싱 스톤 - 캐슬린 터너 수상

### 남우조연상
- 솔저 스토리 - 아돌프 캐서 수상

### 여우조연상
- 인도로 가는 길 - 페기 아쉬크로프트 수상

### 각본상
- 아마데우스 - 피터 쉐퍼 수상

### 촬영상
- 킬링 필드 - 크리스 멘지스 수상

### 음악상
- 원스 어폰 어 타임 인 아메리카 - 엔니오 모리꼬네 수상

### 외국어영화상
- 포스 맨 - 폴 버호벤 수상

### 독립영화상
- 포 더 바디 오브 히스 워크 - George Kuchar 수상

### 특별공헌상
- Andrew Sarris 수상
- 프랑수아 트뤼포 수상